# 昆仑岩黄耆
昆仑岩黄耆（学名：Hedysarum krassnovii）是豆科岩黄耆属的一种植物。这种植物与近缘种红花岩黄耆（H. multijugum Maxim.）形态易混淆。